# Jack Robinson
Jack Robinson (ur. 1 września 1993 w Warrington) – angielski piłkarz występujący na pozycji obrońcy. W 2010 roku, debiutując w wieku 16 lat i 250 dni, został najmłodszym piłkarzem w historii Liverpoolu („rekordzistą” był do 2012 roku).

## Kariera klubowa

### Liverpool F.C.

#### Sezon 2009/10
Zadebiutował 9 maja 2010 roku, w ostatnim meczu sezonu przeciwko Hull City. W 87 minucie wszedł na miejsce Ryana Babela i został najmłodszym piłkarzem w historii klubu, pobijając rekord Maxa Thompsona. Krótko potem, otrzymał numer 49 na koszulce.
Trenował również z pierwszym składem przed meczami w Lidze Europejskiej przeciwko Benfice w Melwood.

#### Sezon 2010/11
22 września Robinson znalazł się na ławce w meczu Pucharu Ligi przeciwko Northampton Town. Liverpool przegrał, a Jack nie pojawił się na boisku. 2 grudnia ponownie był niewykorzystanym rezerwowym, tym razem w zremisowanym 1:1 spotkaniu ze Steauą Bukareszt w Lidze Europejskiej.
11 kwietnia 2011 roku był niewykorzystanym rezerwowym w meczu przeciwko Manchesterowi City, a sześć dni później zaliczył swój drugi występ, kiedy zmienił kontuzjowanego Fábio Aurélio w 22 minucie spotkania z Arsenalem na Emirates Stadium. Robinson zaliczył dobry mecz i poradził sobie z szybkim Theo Walcottem. Jego gra sprawiła, że znalazł się w jedenastce kolejki eksperta stacji BBC, Gartha Crooksa. Po raz pierwszy od pierwszych minut wystąpił przeciwko Birmingham City, 23 kwietnia 2011. Rozegrał 78 minut, a Liverpool wygrał 5:0.

#### Sezon 2011/12
W sezonie 2011/2012 Robinson zdobył z drużyną klubową Puchar Ligi Angielskiej.

#### Sezon 2012/13
Robinson nie potrafił wywalczyć sobie miejsca w składzie, występując w pierwszej drużynie wyłącznie w meczach pucharowych. 18 lutego został wypożyczony do końca sezonu do występującej w Championship drużyny Wolverhampton Wanderers. Szybko stał się kluczowym punktem drużyny i regularnie występował w pierwszej jedenastce. Jego drużynie nie udało się jednak uniknąć spadku.

### Wypożyczenie do Blackpool
1 sierpnia 2013 r. ogłoszono całosezonowe wypożyczenie Robinsona do drużyny z Championship, Blackpool F.C. W barwach „Mandarynek” wystąpił łącznie w 36 spotkaniach.

### Queens Park Rangers
28 sierpnia 2014 roku do publicznej wiadomości podano, że Robinson dołączył do pierwszoligowego zespołu Queens Park Rangers, skąd od razu został wypożyczony do występującej w Championship drużyny Huddersfield Town.

## Kariera reprezentacyjna
Obrońca w reprezentacji Anglii debiutował w 2008 roku w drużynie do lat 16. W 2013 roku otrzymał awaryjne powołanie na Euro U-21. Podczas turnieju w Izraelu zagrał w jednym spotkaniu fazy grupowej, jednak Anglicy przegrali wszystkie trzy mecze i nie awansowali dalej.

## Statystyki kariery
Aktualne na dzień 17 marca 2015 r.
| 2009/10            | Liverpool                | Premier League     | 1  | 0 | 0 | 0 | 0 | 0 | 0 | 0 | 1  | 0 |
| 2010/11            | Liverpool                | Premier League     | 2  | 0 | 0 | 0 | 0 | 0 | 0 | 0 | 2  | 0 |
| 2011/12            | Liverpool                | Premier League     | 0  | 0 | 0 | 0 | 2 | 0 | – | – | 2  | 0 |
| 2012/13            | Liverpool                | Premier League     | 0  | 0 | 2 | 0 | 2 | 0 | 2 | 0 | 6  | 0 |
| 2012/13            | Wolverhampton (wyp.)     | Championship       | 11 | 0 | – | – | – | – | – | – | 11 | 0 |
| 2013/14            | Blackpool (wyp.)         | Championship       | 34 | 0 | 1 | 0 | 1 | 0 | – | – | 36 | 0 |
| 2014/15            | Huddersfield Town (wyp.) | Championship       | 30 | 0 | 0 | 0 | 0 | 0 | – | – | 30 | 0 |
| Łącznie w karierze | Łącznie w karierze       | Łącznie w karierze | 74 | 0 | 3 | 0 | 5 | 0 | 2 | 0 | 84 | 0 |